# Ancilla
Ancilla  è un nome proprio di persona italiano femminile.

## Varianti
- Femminili: Ancella[1][2]
- Maschili: Ancillo[1][2], Ancello[1][2]

### Varianti in altre lingue
- Catalano: Ancil·la[3]
- Spagnolo: Ancila[3]

## Origine e diffusione

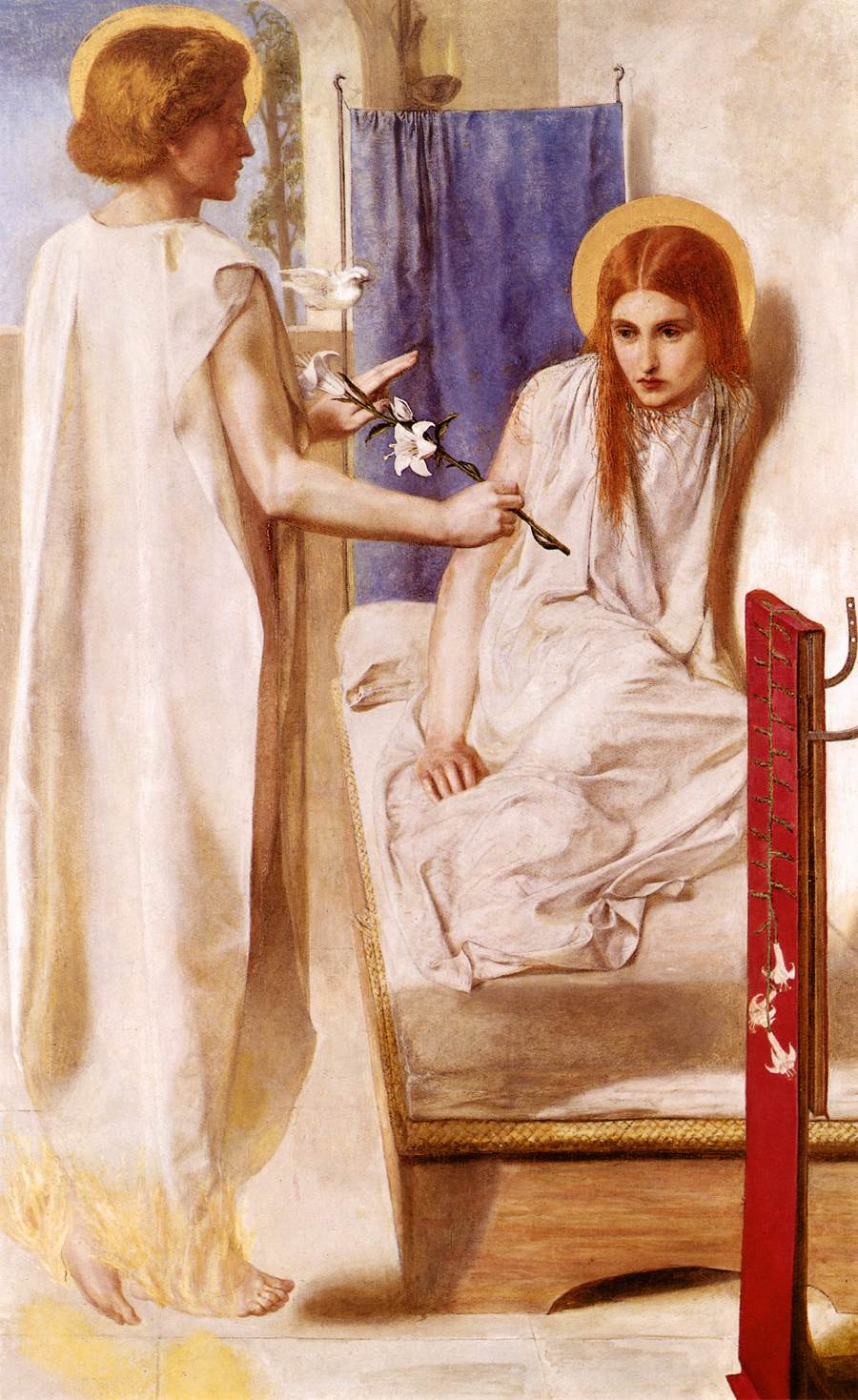
Ecce ancilla Domini, di Dante Gabriel Rossetti

Deriva dal latino ancilla, che significa "ancella", "serva", "schiava". Si tratta di un nome prettamente cristiano, adottato già dai primi cristiani in riferimento all'espressione ancilla Dei, ossia "ancella di Dio", "serva di Dio"; si è ulteriormente diffuso come nome di stampo mariano, richiamando la frase con cui la vergine Maria risponde all'angelo Gabriele a seguito dell'Annunciazione, cioè ecce ancilla Domini ("eccomi, sono la serva del Signore", Lc1,38).
Il nome è circoscritto al Nord Italia, e qui accentrato per metà dei casi in Lombardia (mentre la forma "Ancella" è più diffusa in Emilia-Romagna). Sono registrate anche delle forme maschili, comunque quasi inutilizzate.

## Onomastico
Si tratta di un nome adespota, ossia privo di santa patrona; l'onomastico può essere festeggiato eventualmente il 1º novembre, in occasione di Ognissanti.

## Persone
- Ancilla Marighetto, partigiana italiana
- Ancilla Zucchinali, velocista italiana